# Résolution 1132 du Conseil de sécurité des Nations unies
Membres permanents
- Chine
- États-Unis
- France
- Royaume-Uni
- Russie

Membres non permanents
- Chili
- Corée du Sud
- Costa Rica
- Égypte
- Guinée-Bissau
- Japon
- Kenya
- Pologne
- Portugal
- Suède

Résolution no 1131 Résolution no 1133
La résolution 1132 du Conseil de sécurité des Nations Unies, adoptée à l'unanimité le 8 octobre 1997, après avoir exprimé son inquiétude face à la situation en Sierra Leone, a imposé un embargo sur le pétrole et les armes et d'autres sanctions au pays en vertu du chapitre VII de la Charte des Nations Unies. 

## Contexte
Une série de gouvernements militaires ont été au pouvoir en Sierra Leone et des violences ont sévi dans le pays et à la frontière avec le Libéria voisin. Le Front révolutionnaire uni (en anglais : Revolutionary United Front, RUF) a établi un gouvernement militaire, mais en raison de la pression internationale et des demandes populaires, il a organisé des élections en 1996, acceptant de céder le pouvoir à un gouvernement civil. Ahmad Tejan Kabbah a remporté les élections et l'Accord de paix d'Abidjan a été signé avec le RUF et le Parti du peuple sierra-léonais. L'Accord a ensuite été rompu et le gouvernement civil a été renversé et remplacé par une junte militaire à l'issue du coup d'État de 1997. Elle a ensuite été démantelé par les forces du Groupe de surveillance de la Communauté économique des États de l'Afrique de l'Ouest et le gouvernement civil a été rétabli. Après de nouvelles violences, la guerre civile a pris fin en 2002.

## Résolution
Le président du Conseil de sécurité avait auparavant condamné le coup d'État en Sierra Leone et la Communauté économique des États de l'Afrique de l'Ouest (CÉDÉAO) avait imposé des sanctions à la junte. L’Accord d’Abidjan a été réaffirmé comme constituant une base pour la paix, la sécurité et la réconciliation. Il a déploré le refus de la junte de prendre des mesures pour rétablir le gouvernement démocratiquement élu et s'est dit préoccupé par le niveau de violence dans le pays.
Agissant en vertu du Chapitre VII de la Charte des Nations Unies, le Conseil de sécurité a exigé que la junte renonce au pouvoir et cesse toutes les attaques et violences dans le pays, afin que l'aide humanitaire puisse être acheminée à la population civile. Des sanctions ont ensuite été imposées au gouvernement militaire de la Sierra Leone, notamment une interdiction de voyager pour les membres de la junte et leurs familles immédiates, ainsi qu’un embargo sur le pétrole et les armes. Un comité des sanctions a été créé pour gérer ces sanctions, suggérer des moyens d’améliorer leur efficacité et faire rapport périodiquement au Conseil sur leur mise en œuvre. Tout transport de pétrole destiné à des fins humanitaires devait être approuvé par le Comité.  Elle a également autorisé, en vertu du Chapitre VIII de la Charte des Nations Unies, la CÉDÉAO et le gouvernement légitime de la Sierra Leone à coopérer à la mise en œuvre de la résolution. 
Il a ensuite été décidé que, si les mesures n’étaient pas levées dans un délai de 180 jours, un examen approfondi serait entrepris, notamment pour déterminer si la junte s’était conformée à la résolution. Le Secrétaire général Kofi Annan a été prié de soumettre un rapport, dans les 15 jours suivant l’adoption de la résolution, détaillant la situation humanitaire en Sierra Leone et le respect de ses obligations par la junte, puis tous les 60 jours.

## Voir également
- Histoire de la Sierra Leone
- Guerre civile sierra-léonaise
- Sanctions internationales
- Liste des résolutions du Conseil de sécurité des Nations unies sur la Sierra Leone